# Стадіо Сант'Елія
«Стадіо Сант'Елія» (італ. Stadio Sant'Elia) — багатофункціональний стадіон у Кальярі, Італія, домашня арена ФК «Кальярі».
Стадіон побудований на місці старого стадіону «Стадіо Амсікора» та відкритий у 1970 році. У 1989, 2003, 2013, 2014 роках зазнавав реконструкцій, в результаті яких поступово скорочувалася кількість місць на трибунах. Спочатку стадіон вміщував до 70 000 глядачів. Нині місткість арени становить 16 000 глядачів. У 1990 році на стадіоні проводилися матчі фінальної частини чемпіонату світу з футболу.
На стадіоні, окрім футбольних матчів, проводяться інші спортивні змагання та культурні заходи.